# Micro-Credential
Ein Micro-Credential (auch Microcredential, Microdegree oder Nanodegree genannt) ist sowohl eine Bezeichnung für eine Bescheinigung der Teilnahme an einem kompakten Bildungskurs als auch Bezeichnung für einen kompakten Bildungskurs an sich.
Microcredentials werden hauptsächlich von Hochschulen und privaten Bildungseinrichtungen – insbesondere von Online-Akademien/Bildungswebsites und in Form von E-Learning als Massive Open Online Course – angeboten und sollen den Erwerb von Zusatzqualifikationen der Teilnehmenden innerhalb einer kurzfristigen bis mittelfristigen Zeit (in der Regel zwischen 25 und 180 Stunden) sicherstellen. Eine Qualitätsprüfung und Qualitätsgarantie in Form von einheitlichen Standards der Angebote gibt es Stand Februar 2022 nicht. Eine generelle Anerkennung von Micro-Credential-Zertifikaten, beispielsweise durch Arbeitgeber beziehungsweise Unternehmen, ist daher nicht gewährleistet.
Manche Microcredentials werden von Hochschulen anerkannt (insbesondere solche, die an derselben Hochschule stattfinden) und mit Creditpoints vergütet.
Micro-Credentials sollen lebenslanges Lernen beziehungsweise Weiterbildung fördern.
Stand Februar 2022 arbeitet das European Consortium of Innovative Universities an einer Konzeption für standardisierte –  von allen Hochschulen in der Europäischen Union anerkannte – Micro-Credentials.
Im Mai 2022 veröffentlichte der Rat der Europäischen Union eine Empfehlung des Rates über einen europäischen Ansatz für Microcredentials für lebenslanges Lernen und Beschäftigungsfähigkeit, die neben Begründungen und Zielen von Micro-Credentials auch eine Liste gemeinsamer europäischer Standardelemente zu ihrer Beschreibung enthält.